# Artamon Matvejev
Artamon Sergejevitj Matvejev (ry. Артамон Сергеевич Матвеев), född 1625 - död 1682, var en rysk statsman, diplomat och reformatör.